# Port lotniczy Inverness
Port lotniczy Inverness (IATA: INV, ICAO: EGPE) – port lotniczy położony 13 km na północny wschód od centrum Inverness, w Szkocji.

## Linie lotnicze i połączenia
| Linia lotnicza  | Kierunek                                                                                            |
| --------------- | --------------------------------------------------------------------------------------------------- |
| AlbaStar        | Sezonowe czartery: 1. Palma de Mallorca                                                             |
| British Airways | 1. Londyn-Heathrow                                                                                  |
| EasyJet         | 1. Bristol 2. Londyn-Gatwick 3. Londyn-Luton                                                        |
| KLM             | 1. Amsterdam                                                                                        |
| Loganair        | 1. Belfast-City 2. Benbecula 3. Kirkwall 4. Manchester 5. Stornoway 6. Sumburgh Sezonowo: 1. Bergen |
| TUI Airways     | Sezonowo: 1. Palma de Mallorca                                                                      |